# Alpina ewehrlina
Alpina ewehrlina là một loài bướm đêm trong họ Geometridae.